# 相生インターチェンジ
相生インターチェンジ（あいおいインターチェンジ）は、島根県浜田市相生町にある山陰自動車道（浜田道路）のインターチェンジである。

## 歴史
- 1989年（平成元年）6月22日 : 浜田道路浜田IC - 当IC間開通に伴い、仮名称である三宮インターチェンジ（さんぐうインターチェンジ）の名で供用開始。
- 1993年（平成5年）6月3日 : 当IC - 原井IC間が開通。
- 2014年（平成26年）9月30日 : IC名称が相生ICに正式決定[1]。

## 道路
- E9 山陰自動車道（浜田道路）

## 接続する道路
- 国道186号

## 周辺
- 浜田黒川郵便局
- 島根県立浜田高等学校
- 浜田市立中央図書館
- 浜田駅（JR西日本山陰本線）
- 国立病院機構浜田医療センター

## 隣
E9 山陰自動車道
(4)浜田IC - 相生IC - 竹迫IC